# Хабаровский краевой аэроклуб

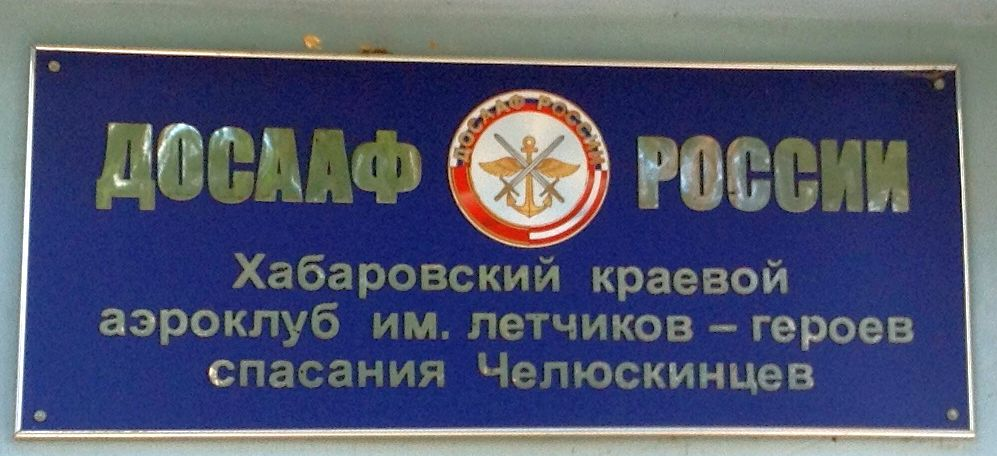
Эмблема Хабаровского краевого аэроклуба

Хаба́ровский краево́й аэроклу́б (авиаспортклу́б) им. лётчиков — геро́ев спаса́ния челю́скинцев ДОСААФ России — старейший аэроклуб СССР/России, базовый и самый крупный на Дальнем Востоке (действует с 1 мая 1934 года), правопреемник Дальневосточной краевой школы гражданских пилотов им. И. С. Уншлихта Осоавиахима (предшественница, основана 25 февраля 1931 года). Не работал с 1941 по 1949 гг.

## История
Дальневосточная (Хабаровская) краевая школа гражданских пилотов (ШГП) им. И. С. Уншлихта Далькрайсовета Осоавиахима (О. А. Х., Даль-ОСО) — открыта 25 февраля 1931 года в Доме Красной Армии им. Гамарника (ныне окружной Дом офицеров Российской Армии - ДО РА) в Хабаровске.
Штат — 18 человек:
- начальник школы — 1
- помощник начальника школы — 1
- летчик-инструктор — 2
- старший авиатехник — 1
- авиатехник — 1
- моторист — 3
- завхоз — 1
- делопроизводитель — 1
- уборщица — 1
- сторож — 4
- кладовщик — 1
- шофер — 1

Первый набор — 29 курсантов. Принимались мужчины, преимущественно — демобилизованные красноармейцы и женщины в возрасте от 18 до 30 лет.
Занятия вечерние: с 16 до 20 часов.
Школа ликвидирована 26 апреля 1934 года.

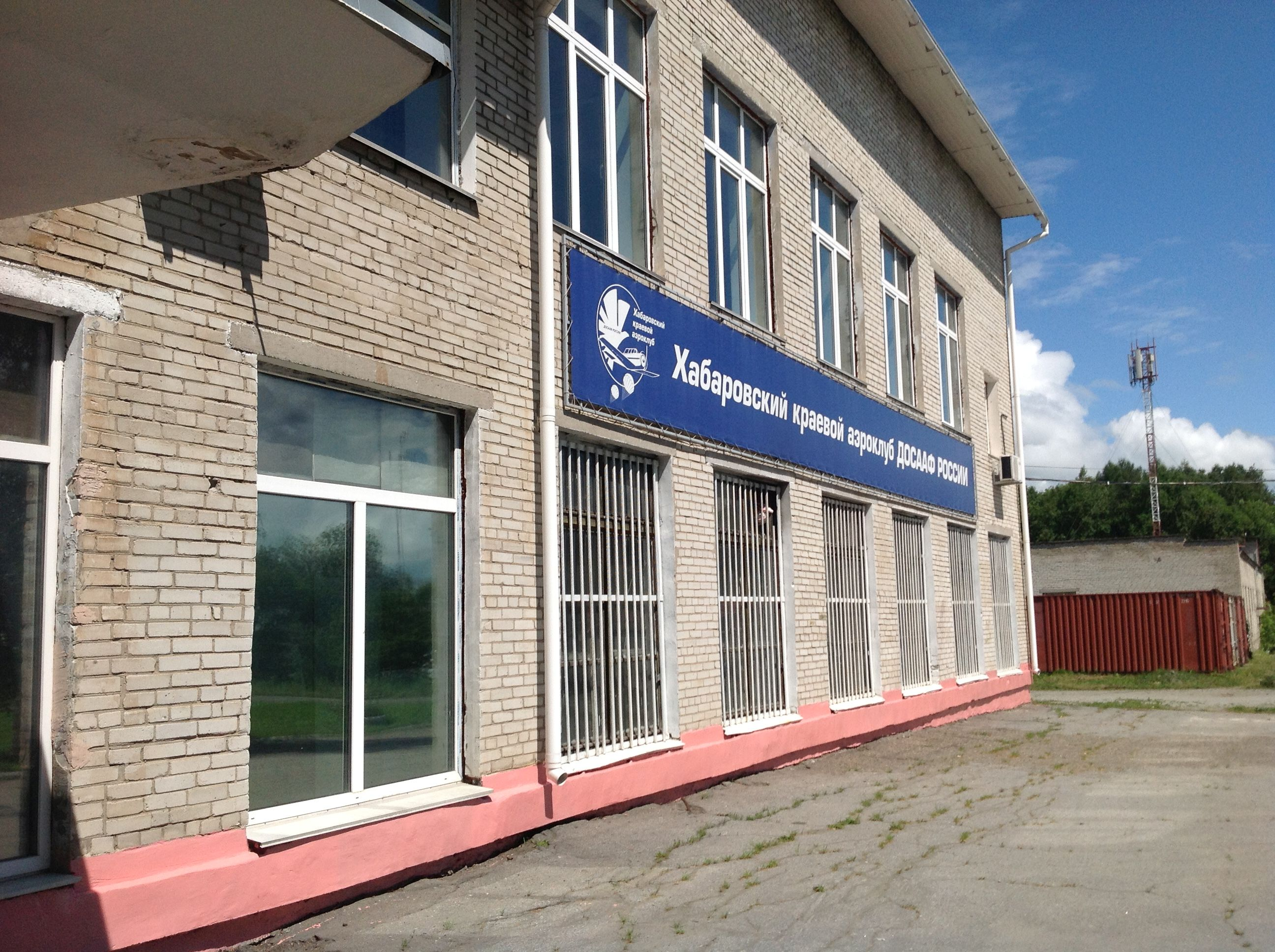
Бывшее здание Хабаровского краевого аэроклуба на аэродроме «Динамо»

С 1 мая 1934 года — на базе школы гражданских пилотов им. И. С. Уншлихта организован Хабаровский аэроклуб им. Героев лётчиков-челюскинцев, ныне Хабаровский краевой аэроклуб им. Лётчиков — Героев спасания челюскинцев /Осоавиахима с 1934—1941 гг., ДОСАВ СССР с 1949—1951 гг., ДОСААФ СССР с 1951—1991 гг., РОСТО с 1991—2009 гг., ныне ДОСААФ России/.
Штат — 33 человека.
Переименования:
- 1931—1934 гг. — Дальневосточная краевая школа гражданских пилотов им. И. С. Уншлихта Далькрайсовета Осоавиахима.
- 1934—1940 гг. — Хабаровский аэроклуб им. героев лётчиков-челюскинцев Осоавиахима.
- 1940—1941 гг. — Хабаровская школа военных пилотов первоначального обучения Осоавиахима,

октябрь 1941 г. — март 1949 г. — не было набора.
- 1949—1950 гг. — Аэроклуб ДОСАВ СССР.
- 1950—1953 гг. — Авиатехклуб (АТК) ДОСАВ/ДОСААФ СССР (аэроклуб реорганизован, в связи с запретом летной подготовки ближе 100 км от госграницы).
- 1953—1956 гг. — Авиатехспортклуб (АТСК) ДОСААФ СССР.
- 1956—1991 гг. — Авиаспортклуб (АСК) ДОСААФ СССР (снято задание по подготовке кадров авиатехнических специальностей для ВС).
- 1991—2004 гг. — Авиаспортклуб (АСК) РОСТО.
- 2004—2011 гг. — Авиаспортклуб РОСТО (ДОСААФ России) — «Авис-Амур».
- с 2011 г.     — Хабаровский краевой аэроклуб им. лётчиков — героев спасания челюскинцев ДОСААФ России (сокращ. назв. Хабаровский краевой аэроклуб).

Начальники:

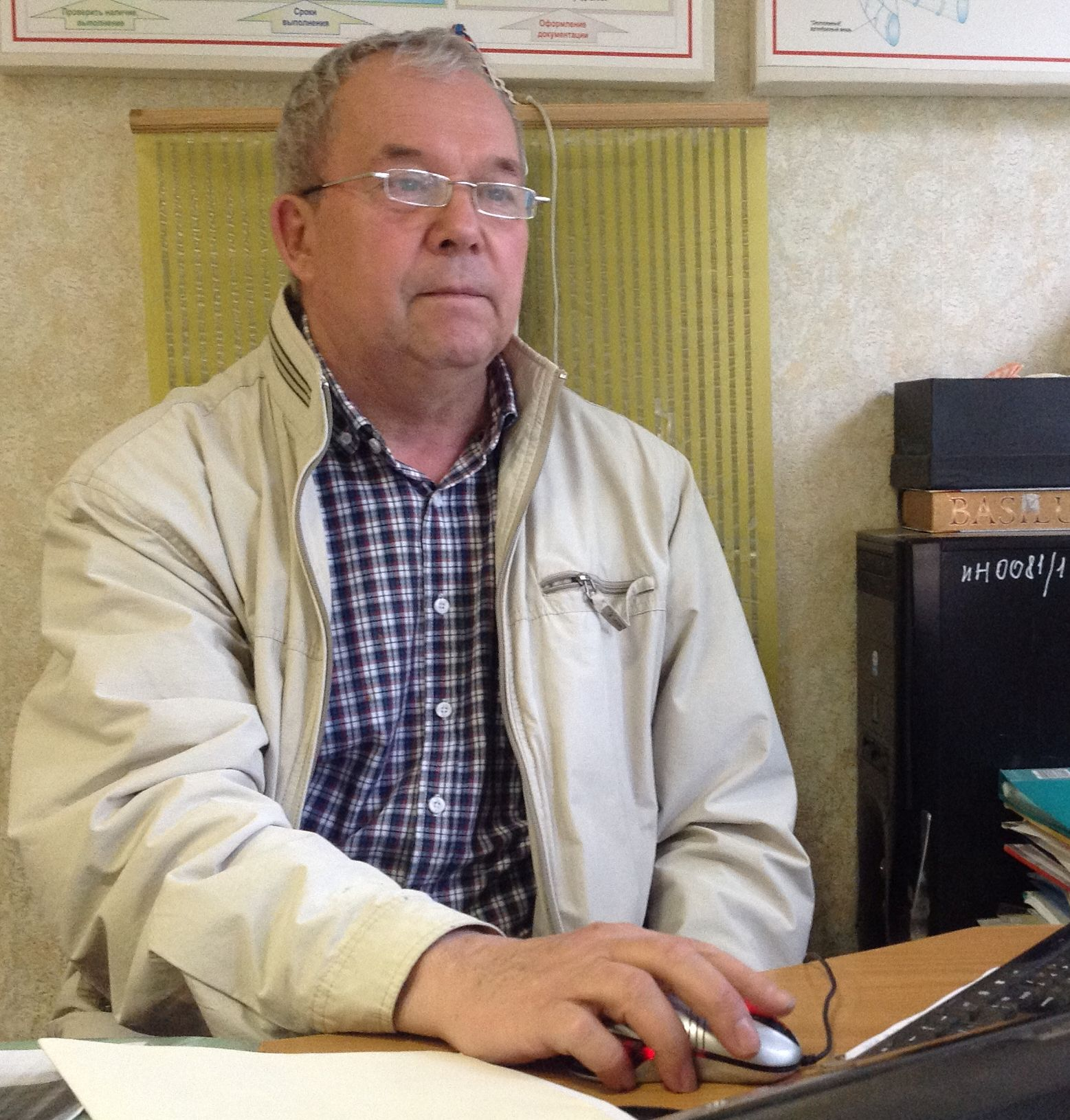
Заместитель председателя регионального отделения ДОСААФ России Хабаровского края, бывший начальник аэроклуба Анатолий Дудаков

- 1931—1932 гг. — Кокорина Зинаида Петровна.
- 1932—1933 гг. — Светогоров Александр Павлович.
- 1934 г. — (врио) Спиридонов Н.
- 1934—1935 гг. — Спуре Яков.
- 1935—1936 гг. — Шабалин Николай Семенович.
- 1937—1941 гг. — Письменный.
- 1949—1950 гг. — Саломатин Федор Петрович.
- 1950—1952 гг. — Иванов А.
- 1952—1956 гг. — Галкин Василий Алексеевич.
- 1956—1958 гг. — Маньков Леонид Иванович.
- 1958—1973 гг. — Гульченко Николай Никитович,
- 1973—1978 гг. — Власенко В. Ф.
- 1978—1999 гг. — Дудаков Анатолий Георгиевич.
- 1999—2004 гг. — Суродин Ю. И.
- 2004—2011 гг. — Кочкин Сергей Александрович.
- 2011—2013 гг. — Сивогривов Александр Андреевич.
- 2013—2015 гг. — Ткачев Демьян Петрович.
- 2015 г. — по н.в. — Кочкин Сергей Александрович.

## Аэродром

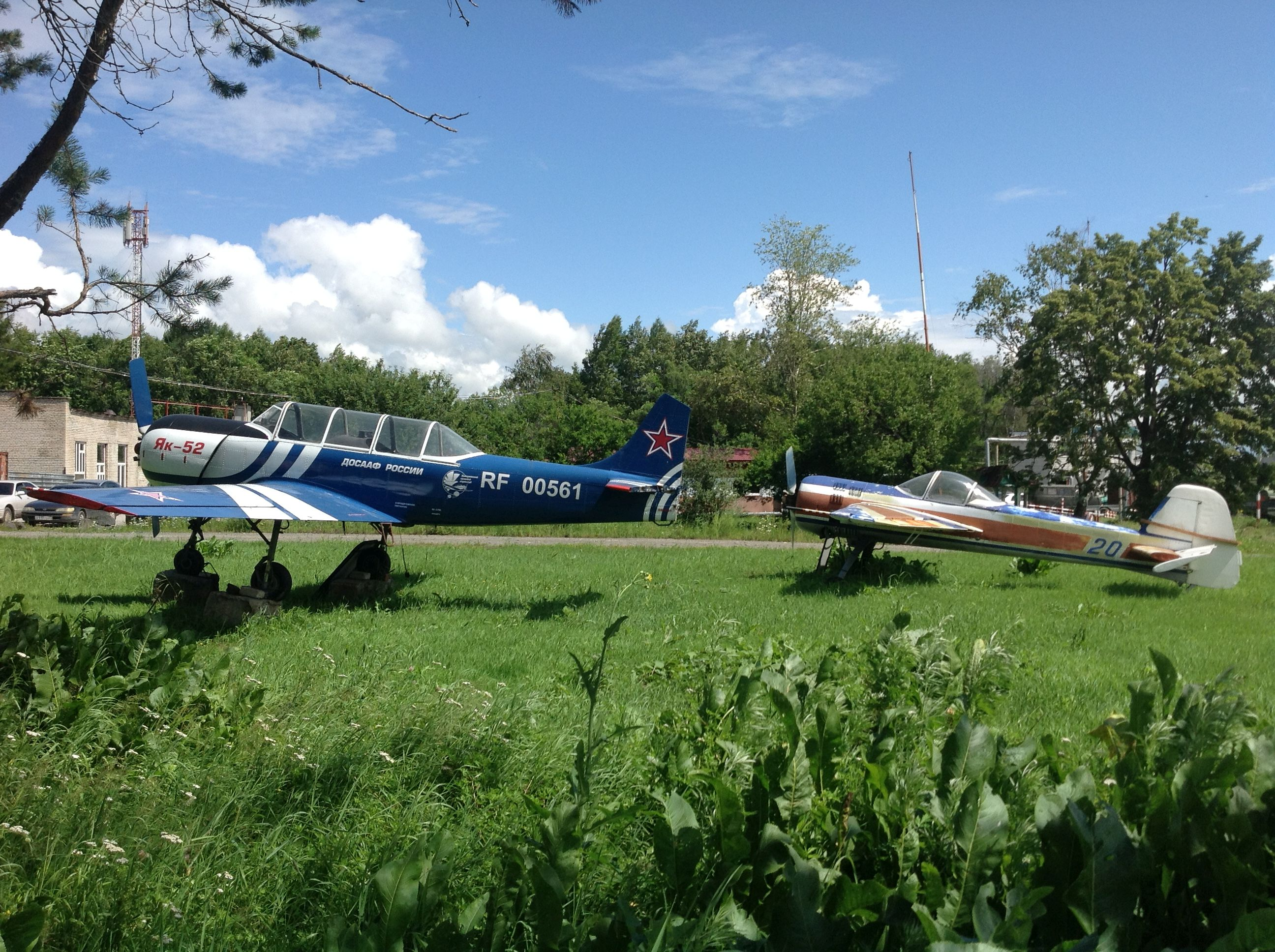
Самолеты Хабаровского аэроклуба стоят на приколе

С 1959 по 2024 год — аэроклуб выполнял полеты с аэродрома «Динамо» в Хабаровске (бывш. аэродром 5-й (2-го форм.) отдельной авиаэскадрильи погранвойск Дальневосточного пограничного округа — ДВПО). Местонахождение — 12 км юго-восточнее центра Хабаровска, в черте города. ВПП 06/24 (пеленг), индекс госаэродрома: ЬХХД / XHHD, длина и ширина полосы: 800х60, высота над уровнем моря: +59 м. Покрытие — грунт/нетвердое, площадь — 120 га. Был способен принимать самолёты Ан-2, Як-52, Як-55, а также все типы вертолётов, аэростаты (воздушные шары).
С 2024 года — аэродром 10-й участок (Калинка), в 23 км к востоку от Хабаровска.

## Награды
- 1976 г. — Диплом III степени ЦК ДОСААФ СССР,
- 1983 г. — Почетный знак ЦК ДОСААФ СССР.

## Память
- Мемориальная доска Героям Хабаровского аэроклуба (Глотов Н. И., Дончук В. И., Искрин Н. М., Кошечкин Б. К., Некрасов В. П., Никитенко Н. М., Распопова Н. М.). Установлена в 90-х гг. (снята в 2023 г., переставлена на здание Школы ДОСААФ/Центр Воин).
- Мемориальная доска Герою Советского Союза, выпускнику Хабаровского аэроклуба В. И. Дончуку.  Установлена в 90-х гг. (снята в 2023 г., переставлена на здание Школы ДОСААФ/Центр Воин).
- Мемориальная доска первому инструктору Хабаровского аэроклуба А. П. Светогорову. Установлена 25 мая 2016 года (снята в 2023 г., переставлена на здание Школы ДОСААФ/Центр Воин).

## Интересные факты

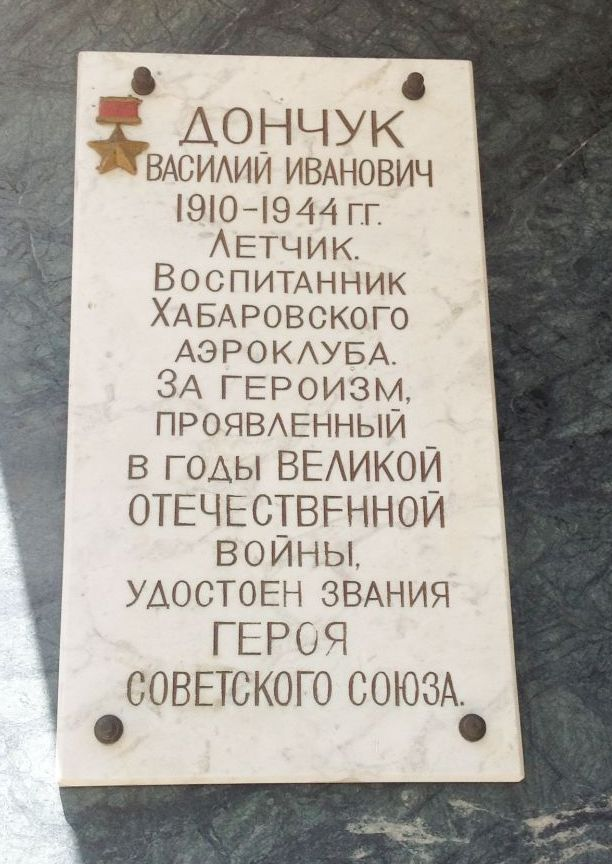
Мемориальная доска В. И. Дончуку

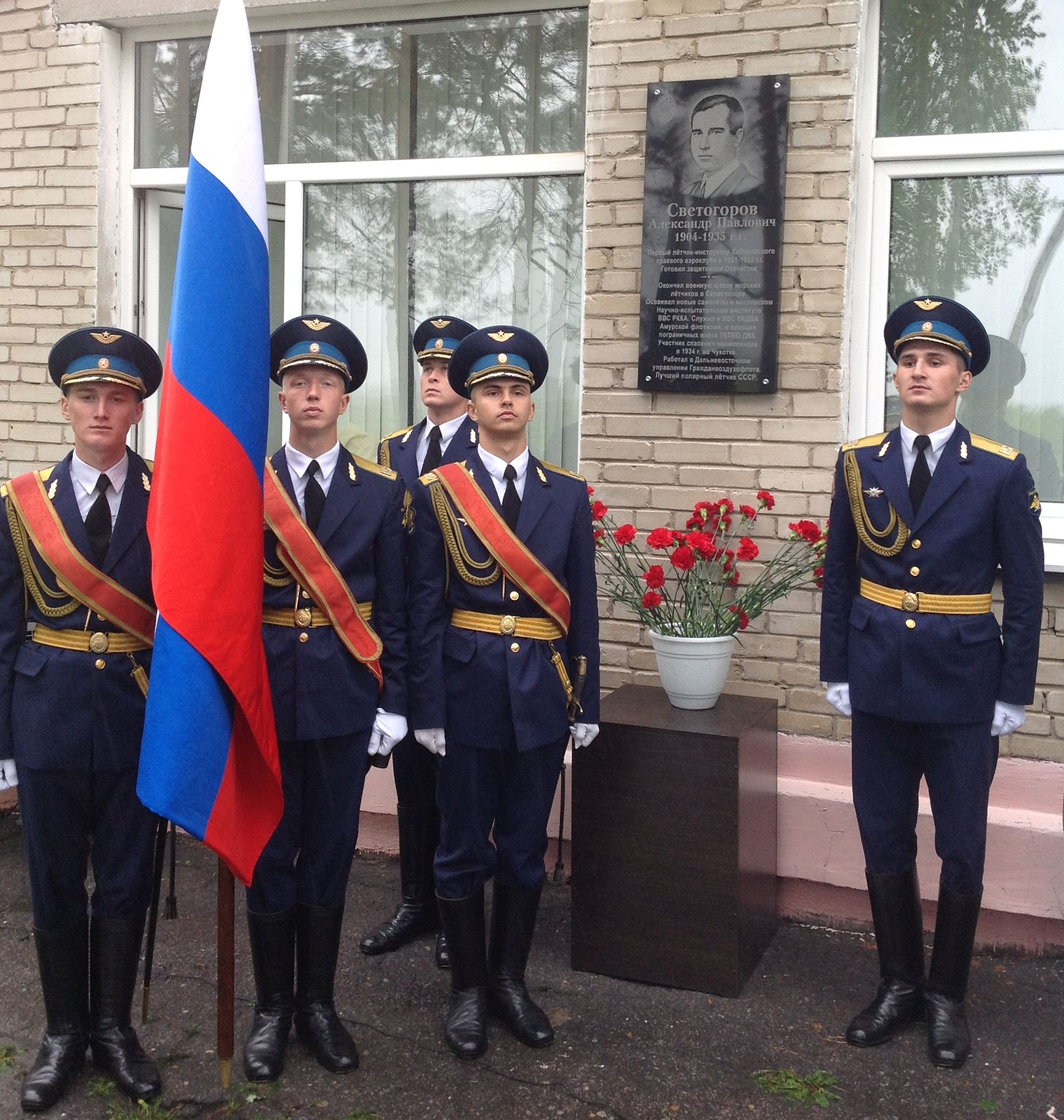
Мемориальная доска А. П. Светогорову в Хабаровске

С 1931 по 1933 гг. работал первый лётчик-инструктор Александр Павлович Светогоров — будущий спасатель челюскинцев.
С 1932 по 1933 гг. — училась (выпускница) Нина Максимовна Распопова, в будущем прославленная фронтовая лётчица, Герой Советского Союза, в первый самостоятельный полет в Хабаровске её выпустил Светогоров.
Из очерка бывшего начальника аэроклуба Анатолия Дудакова:

«Я стала лётчицей благодаря опыту и вниманию ко мне старшего инструктора-летчика Александра Светоторова, — вспоминала Нина Максимовна Распопова. — Я была маленького роста и едва дотягивалась ногами до педалей управления, приходилось сдвигаться почти на край сидения. — Ноги то до педалей достают? — спрашивал Нину инструктор Пётр Лебедев. — Достают, — лукавила Нина. Она боялась, что её из-за малого роста могут отчислить от обучения. …Подходила к концу вывозная программа, а с полетами что-то не ладилось. А тут, как на грех, её вызывает на проверку техники пилотирования и для принятия решения о целесообразности дальнейшего обучения Александр Светогоров. — Теперь точно отчислят, — подумала Нина. Благодаря опыту, Светогоров быстро определил причину ошибок Нины, которая крылась в неправильной координации движения приборами управления самолетом. Светогоров показал правильный ввод и вывод из разворота, поясняя свои действия. И попросил Нину самостоятельно выполнить показанное. Нина успокоилась и у неё стало получаться. Светогоров похвалил Нину и сказал: „Вот видишь, все получилось“. После заруливания самолета, Светогоров провел короткий межполетный разбор, и вдруг Нина видит, как Светогоров в переднюю кабину загружает мешок с песком, а это означало, что её выпускают в полет. Первый самостоятельный полет был выполнен отлично…»

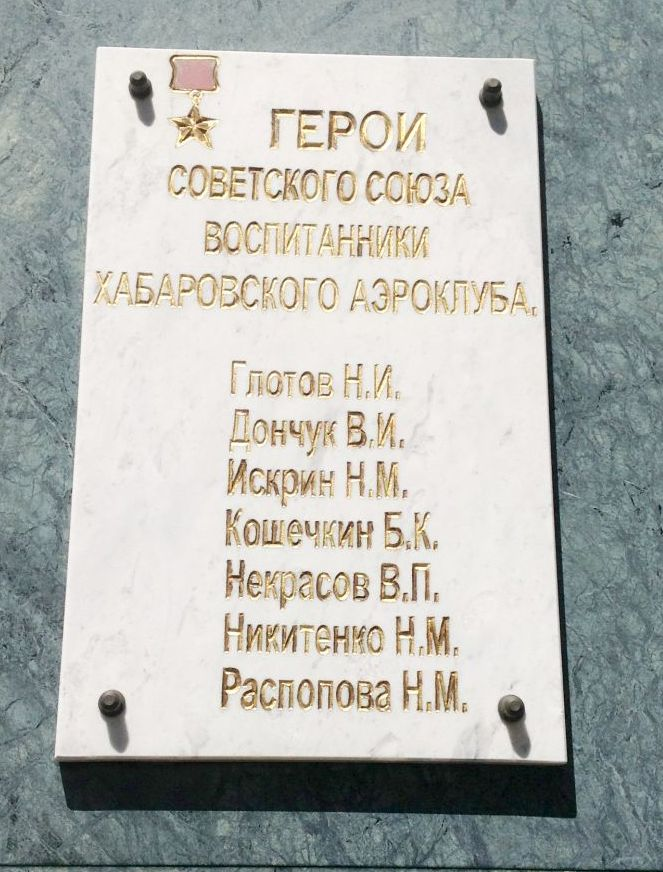
Герои Хабаровского аэроклуба

Выпускники — Герои Советского Союза:
- Глотов Н. И.
- Дончук В. И.
- Искрин Н. М.
- Кошечкин Б. К.
- Некрасов В. П.
- Никитенко Н. М.
- Распопова Н. М.

Подвиг Николая Гастелло — огненный таран — повторил бывший командир парашютного звена аэроклуба Дмитрий Семенчук.
Расстреляв весь боекомплект, пошел на воздушный таран вражеского самолета выпускник аэроклуба Николай Лысиков.
Спасая своего друга в воздушном бою, совершил таран выпускник аэроклуба Андрей Пашинцев, посмертно награжден орденом Отечественной войны I степени.

## Адрес
С 1931 г. в Хабаровске, по ул. Шевченко, 16 → с 1932 г. по ул. Комсомольская, 18 → с 1934 г. по ул. Карла Маркса, 24 → с 1949 г. по ул. Шеронова, 72 → с 1958 г. по 2024 г. по ул. Локомотивная, 12-а → с 2024 г. 10-й участок (Калинка).